# Freaks (French Montana)
Freaks è un singolo del rapper statunitense French Montana, in collaborazione con Nicki Minaj, estratto come secondo singolo dal suo album di debutto Excuse My French. Il brano è basato su un campionamento del brano Freaks di Vicious.

## Classifiche
| Classifica (2015-16)  | Posizione massima |
| --------------------- | ----------------- |
| Francia               | 140               |
| Paesi Bassi           | 77                |
| Stati Uniti           | 77                |
| Hot R&B/Hip-Hop Songs | 25                |